# Oligonychus antherus
Oligonychus antherus är en spindeldjursart som beskrevs av Rimando 1962. Oligonychus antherus ingår i släktet Oligonychus och familjen Tetranychidae. Inga underarter finns listade i Catalogue of Life.